# مكتب التعليم الخاص وخدمات إعادة التأهيل
مكتب التعليم الخاص وخدمات إعادة التأهيل (OSERS) هو برنامج تابع لوزارة التعليم الأمريكية. المهمة الرسمية لـأو أس إي آر أس هي "توفير القيادة لتحقيق التكامل الكامل والمشاركة في المجتمع للأشخاص ذوي الإعاقة من خلال ضمان تكافؤ الفرص والوصول إلى التعليم والتوظيف والحياة المجتمعية والتميز فيها."

## التاريخ
أقر الكونجرس تشريعًا يقسم وزارة الصحة والتعليم والرعاية الاجتماعية إلى قسمين - مما أدى إلى إنشاء وزارة التعليم ووزارة الصحة والخدمات الإنسانية- في عام 1979. ثم أصبح مكتب التعليم للأشخاص ذوي الإعاقة (بي إي أتش) - الذي تأسس في عام 1967 بموجب العنوان السادس من قانون التعليم الابتدائي والثانوي - هو جوهر مكتب التعليم الخاص وخدمات إعادة التأهيل الجديد. رشح الرئيس كارتر الدكتور إدوين دبليو مارتن الابن نائب مفوض التعليم ومدير بي إي أتش آنذاك ليكون أول مساعد وزير لأو أس إي آر أس. وقد أكد مجلس الشيوخ تعيينه بالإجماع. وكانت إدارة خدمات إعادة التأهيل والمعهد الوطني لأبحاث الإعاقة وإعادة التأهيل من المكونات الأخرى لـ أو أس إي آر أس.

## الأقسام
يتألف برنامج أو أس إي آر أس من مكتب مساعد الوزير للتعليم الخاص وخدمات إعادة التأهيل ومكونين للبرنامج:
- مكتب برامج التعليم الخاص (OSEP)
- إدارة خدمات إعادة التأهيل.[11]

حتى عام 2014، كان أو أس إي آر أس يضم أيضًا المعهد الوطني لأبحاث الإعاقة وإعادة التأهيل. وقد غيّر قانون ابتكار القوى العاملة والفرص اسمه إلى المعهد الوطني للبحث في الإعاقة والمعيشة المستقلة وإعادة التأهيل ونقله إلى إدارة المعيشة المجتمعية ضمن وزارة الصحة والخدمات الإنسانية.

## القيادة والأنشطة
اعتبارًا من 15 مايو 2023 أصبحت جلينا جالو مساعدة وزير التعليم الخاص وخدمات إعادة التأهيل.
تتضمن القوانين والتشريعات الأساسية التي تسمح ببرامج وأنشطة أو أس إي آر أس ما يلي:
- تعديلات قانون تعليم الأفراد ذوي الإعاقة لعام 1997. (آي دي إي إيه)
- قانون إعادة التأهيل لعام 1973. (قانون إعادة التأهيل)
- قانون تعليم الصم (وكالة التنمية الاقتصادية)
- قانون تعزيز تعليم المكفوفين المؤرخ 3 مارس 1879.
- قانون مركز هيلين كيلر الوطني. (HKNC)
- قانون التكنولوجيا المساعدة لعام 2004. (قانون AT)
- قانون راندولف-شيبارد (مرافق البيع للمكفوفين)[14]

## روابط خارجية
- الموقع الرسمي